# Ragnvald Ulfsson
Rögnvaldr Úlfsson (fine X secolo – fine prima metà XI secolo) fu un jarl del Västergötland (o del Östergötland), ricordato per la sua azione di mediazione, anche per mezzo di sotterfugi, tra suo cugino Olof Skötkonung, re di Norvegia, e suo cognato Olaf Haraldsson, re di Svezia.
È talvolta identificato con Ragnvald il Vecchio della  saga di Hervör.

## Fonti
Ragnvald è uno dei protagonisti del poema scaldico Austrfaravísur, attribuito a Sigvatr Þórðarson, poeta al servizio del Olaf Haraldsson (Olaf il Santo), al riguardo di una missione diplomatica in Svezia.
Le vicende di tale poema sono a sua volta menzionate in due saghe del XIII secolo, il Fagrskinna e l'Heimskringla di Snorri Sturluson; il primo riporta solo una breve menzione di Ragnvald, mentre l'Heimskringla contiene un resoconto più esteso al suo riguardo. Entrambe le saghe del XIII secolo non sono considerate storicamente affidabili.

## Biografia
Secondo quanto riportato da Snorri, Ragnvald era il figlio del jarl Ulf Tostesson e di Ingeborg, adottato da Þorgnýr il Lögsögumaður. Cugino di re Olof Skötkonung, attraverso Sigrid la Superba, sorella di suo padre, si sposò con Ingeborg Tryggvasdotter, sorella di re Olaf I di Norvegia.
Attorno al 1018, dei norvegesi si recarono in "pellegrinaggio" in Västergötland. Era una delegazione norvegese, capeggiata da Björn Stallare e Hjalti Skeggiason, inviata da re Olaf Haraldsson, detto il Santo, con il difficile intento di trovare una riconciliazione con re svedese Olof Skötkonung. Ragnvald, essendo imparentato con entrambi i sovrani, piacque l'idea e si unì alla delegazione. Giunti alla Thing di Uppsala, supportati da Þorgnýr il Lögsögumaður, cercarono di convincere il re svedese ad accettare la pace e, come garanzia, a dare in moglie la figlia Ingegerd Olofsdotter al re norvegese. Tuttavià re Olof di Svezia non accettò il matrimonio della figlia.
Ragnvald si rese conto di essere nei guai. Non solo era ormai fuori dalle grazie del re svedese, ma rischiava pure la vendetta di quello norvegese.
Durante la visita del scaldo Sigvatr Þórðarson, Ragnvald seppe che il principe di Jaroslav I di Kiev si era proposto a Ingegerd, sicché ebbe l'idea che re Olaf di Norvegia potesse sposare la figlia illegittima di re Olof di Svezia, Astrid. Sigvat promise di inviare un messaggio e il re norvegese accettò. Ragnvald riuscì a portare Astrid a Sarpsborg in Norvegia, dove sposò re Olaf dopo il natale del 1019.
Quando re Olof di Svezia seppe del matrimonio della figlia a nozze avvenute, si propose di giustiziare Ragnvald in occasione della successiva Thing. Ma l'altra figlia, Ingegerd Olofsdotter, che nel frattempo aveva sposato Jaroslav I di Kiev, riuscì a far nominare Ragnvald jarl di Staraja Ladoga (Aldeigjuborg) e Ingria, sicché re Olof gli permise di partire con la figlia nell'estate del 1019.
A questo punto, messo di fronte a fatto compiuto e impossibilitato a vendicarsi, re Olof di Svezia decise accettare l'accordo con re Olaf di Norvegia, firmando un trattato di pace a Kungahälla, attorno al 1020.

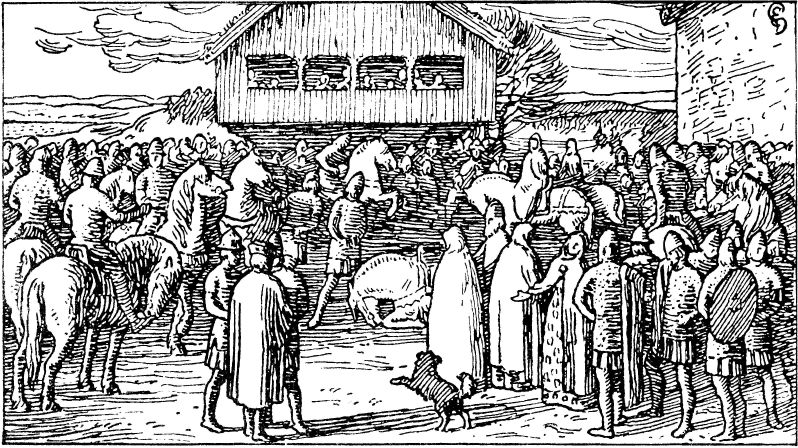
Arrivo di Ragnvald e Astrid a Sarpsborg.

Anche nel Fagrskinna viene riportato il fidanzamento di Olaf di Norvegia con Ingegerd ed il successivo matrimonio con Astrid, tuttavia i fatti narrati differiscono significativamente rispetto all'Heimskringla.
Nelle vicende narrate nel Fagrskinna, a Ragnvald non viene attribuito alcun ruolo prominente.

## Discendenza
Sposato con Ingeborg Tryggvasdotter, figlia di re Olaf I di Norvegia.
, ebbe:
- Uleb Ragnvaldsson, jarl
- Eilif Ragnvaldsson, jarl
- Ostrida Ragnvalsdatter

Fonti islandesi, piuttosto tarde, lo indicano anche come padre di Stenkil di Svezia, avuto da Astrid Nialsdotter, probabilmente in seguito alla sua identificazione con Ragnvald il Vecchio della  saga di Hervör.